# Гіперестезія
Гіперестезія (від грец. hyper — надмірно та aisthe-sis — відчуття) — підвищена чутливість — зазвичай усі види чутливості шкіри.
Нерідко тактильні подразники сприймаються та супроводжуються сильним болем; це так звана хвороблива анестезія — anaesthesia dolorosa, розвивається вона завдяки підвищенню больової чутливості, при відсутності тактильної. Це явище характерне для невритів, радикулітів, при новоутвореннях хребта.
Гіперестезія стосовно больових подразників, коли вони, незначні по інтенсивності, супроводжуються підвищеним больовим відчуттям, має назву гіперальгезії (hyperalgesia).
Розрізняють наступні форми гіперестезії:
- Психічна гіперестезія — підвищена збудливість психіки.
- Гіперестезія шкіри — підвищена чутливість шкіри.
- Зубна гіперестезія — підвищена чутливість зубів.